# Meiogyne
Meiogyne es un género de plantas fanerógamas perteneciente a la familia de las anonáceas. Son nativas del sur y sudeste de Asia hasta Australia. (suroeste de la India e Indochina hasta Australia, incluyendo Fiyi y Nueva Caledonia).

## Descripción
Son arbustos o árboles, con pelos simples. Las hojas con las venas secundarias oblicuas muy juntas. Las inflorescencias axilares. Flores bisexuales. Sépalos 3, valvados, unidos en la base. Pétalos 6, en 2 verticilos. Frutos monocarpos 1-3 [-5], generalmente sésiles, ovoides. Semillas de varias a muchas por monocarpo.
Las frutas de la especie Meiogyne cylindrocarpa es comestible y presenta un sabor dulce y se ha comparado su sabor como similar al de un chicozapote con sabor floral.

## Sistemática
El género fue descrito por Friedrich Anton Wilhelm Miquel y publicado en Annales Museum Botanicum Lugduno-Batavi 2: 12. 1865. La especie tipo es: Meiogyne virgata (Blume) Miq.

### Lista de especies
Se reconocen 37 especies:
- Meiogyne amicorum (A.C. Sm.) B. Xue & R.M.K. Saunders
- Meiogyne amygdalina (A. Gray) B. Xue & R.M.K. Saunders
- Meiogyne baillonii (Guillaumin) Heusden
- Meiogyne beccarii I.M. Turner
- Meiogyne bidwillii (Benth.) D.C. Thomas, Chaowasku & R.M.K. Saunders
- Meiogyne caudata (C.E.C. Fisch.) I.M. Turner
- Meiogyne cylindrocarpa (Burck) Heusden
- Meiogyne dumetosa (Guillaumin) Heusden
- Meiogyne eriantha (Ridl.) J. Sinclair
- Meiogyne glabra Heusden
- Meiogyne habrotricha (A.C. Sm.) B. Xue & R.M.K. Saunders
- Meiogyne hainanensis (Merr.) Bân
- Meiogyne heteropetala (F. Muell.) D.C. Thomas, Chaowasku & R.M.K. Saunders
- Meiogyne hirsuta (Jessup) Jessup
- Meiogyne insularis (A.C. Sm.) D.C. Thomas, B. Xue & R.M.K. Saunders
- Meiogyne kanthanensis J.P.C. Tan & Ummul-Nazrah
- Meiogyne kwangtungensis P.T. Li
- Meiogyne laddiana (A.C. Sm.) B. Xue & R.M.K. Saunders
- Meiogyne lecardii (Guillaumin) Heusden
- Meiogyne lucida Elmer
- Meiogyne maclurei (Merr.) J. Sinclair
- Meiogyne macrocarpa Burck
- Meiogyne mindorensis (Merr.) Heusden
- Meiogyne monogyna (Merr.) Tien Ban
- Meiogyne monosperma (Hook. f. & Thomson) Heusden
- Meiogyne montana (Blume) Backer
- Meiogyne pannosa (Dalzell) J. Sinclair
- Meiogyne paucinervia Merr.
- Meiogyne philippinensis Elmer
- Meiogyne ramarowii (Dunn) Gandhi
- Meiogyne stenopetala (F. Muell.) Heusden
- Meiogyne stipitata Koord. & Valeton
- Meiogyne subsessilis (Ast) J. Sinclair
- Meiogyne tiebaghiensis (Däniker) Heusden
- Meiogyne trichocarpa (Jessup) D.C. Thomas & R.M.K. Saunders
- Meiogyne verrucosa Jessup
- Meiogyne virgata (Blume) Miq.